# Alina Anatoljevna Kaslinszkaja
Alina Anatoljevna Kaslinszkaja (oroszul: Али́на Анато́льевна Кашли́нская, a nemzetközi szakirodalomban Alina Kashlinskaya) (Moszkva, 1993. október 28. –) 2022-ig orosz, 2022-től lengyel női sakkozó, nemzetközi mester, női nagymester, Európa-bajnok (2019), csapatban világ- és kétszeres Európa-bajnok (2021), junior világbajnoki bronzérmes (2013), U18 korosztályos világbajnoki ezüstérmes, U10 korosztályos ifjúsági Európa-bajnoki ezüstérmes, sakkolimpikon.
Férje Radosław Wojtaszek lengyel sakknagymester, akivel 2015 júliusában Moszkvában házasodott össze. 2022 májusától Lengyelország színeiben versenyez.

## Sakkpályafutása

### Ifjúsági versenyeken
Hétéves kora előtt kezdett el sakkozni. Nyolc és kilenc éves korában ezüstérmet szerzett Moszkva korcsoportos bajnokságán. 2003-ban, 10 éves korában Oroszország U10 korosztályos bajnoka lett. Ebben az évben elindulhatott az U10 korosztályos Európa-bajnokságon, ahol ezüstérmet szerzett. 11 éves korában lett mesterjelölt, 2006-ban, 13 évesen FIDE-mester, és még nem töltötte be a 14. évét, amikor 2007-ben Európa és Oroszország legfiatalabb női nemzetközi mestere lett. Ekkor korosztályában a világranglista harmadik helyén állt. 15 évesen szerezte meg a női nemzetközi nagymesteri címet, és ebben az időben ő volt a legfiatalabb európai és orosz női sakkozó, aki ezzel a címmel rendelkezett.
2011-ben ezüstérmet szerzett az U18 korosztályos ifjúsági sakkvilágbajnokságon. A következő évben ugyancsak a második helyen végzett az Egyetemi és Főiskolai világbajnokságon.
2013-ban megnyerte Oroszország junior sakkbajnokságát, és bronzérmet szerzett a junior sakkvilágbajnokságon.

### Felnőtt versenyeredményei
Először a 2015-ös női sakkvilágbajnokságon való indulásra szerzett jogot, amelyen az 1. körben a kínai Sen Jang ütötte el a továbbjutástól. Két hónappal később bronzérmet szerzett a Plovdivban rendezett női sakk-Európa-bajnokságon.
2015 szeptemberében megnyerte a Plovdivban rendezett rangos női nagymesterversenyt.
A 2017-es női sakkvilágbajnokságon az Európa-bajnokságon elért eredménye alapján vehetett részt, és ezúttal a 2. körig jutott, ahol a később döntőig jutó Anna Muzicsuktól szenvedett vereséget.
A 2018-as világbajnokságra a 2017-es Európa-bajnokságon szerzett kvalifikációt. Ekkor az 1. körben a később a negyeddöntőig jutó üzbég Gulrukhbegim Tokhirjonova ütötte el a továbbjutástól.
2019-ben megnyerte az Antalyában rendezett 20. női sakk-Európa-bajnokságot. A végeredményként előállt ötös holtversenyben a holtversenyt eldöntő számítás alapján ő vehette át az aranyérmet.

## Eredményei csapatban
2010-ben tagja volt Oroszország B válogatottjának a Hanti-Manszijszkban rendezett sakkolimpián, ahol a csapat a 10. helyet szerezte meg, egyéniben pedig a tábláján a második legjobb eredményt elérve ezüstérmet kapott.
A 2019-es Sakkcsapat Európa-bajnokságon tagja volt az aranyérmes orosz válogatottnak.
A Bajnokcsapatok Európa Kupájában az orosz ShSM-RGSU Moscow csapatával 2011-ben egyéniben aranyérmes, 2014-ben csapatban bronz-, egyéni teljesítményével ezüstérmes lett.
2021-ben a portugál Sitgesben rendezett sakk-csapatvilágbajnokságon Oroszország csapatában aranyérmet szerzett, és tábláján a legjobb eredményt elérve, ugyancsak aranyérmet kapott. Ugyanebben az évben Szlovéniában, Čatež ob Saviban a sakkcsapat Európa-bajnokságon csapatban és egyéniben ugyancsak aranyérmet szerzett.